# Calyptothecium hamatum
Calyptothecium hamatum är en bladmossart som beskrevs av Fleischer 1905. Calyptothecium hamatum ingår i släktet Calyptothecium och familjen Pterobryaceae. Inga underarter finns listade i Catalogue of Life.